# Аджарці

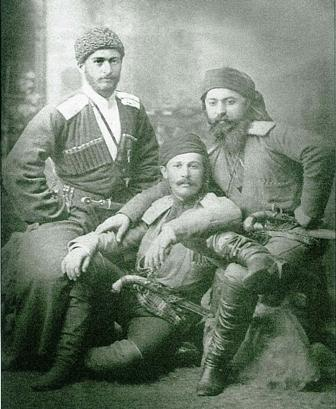
Аджарці

Аджарці — субетнічна група грузинів, основне населення Аджарії. Розмовляють аджарським діалектом грузинської мови. З другої половини XVI століття до 1870-х років перебували під владою Османської імперії, але зберегли культуру і національну самобутність. Панування турків стало причиною поширення серед аджарців ісламу. Основна частина населення — землероби, садівники, скотарі. Аджарці працюють також на промислових підприємствах.

## Релігія
За даними останніх опитувань, більшість аджарців - православні християни (парафіяни Грузинської православної церкви), меншість - мусульмани-суніти.

## Культура

### Аджарська музика
Аджарська музика  - одна з численних гілок грузинської музичної культури, складова частина музики аджарського регіону. 

### Аджарська кухня
Аджарська кухня багато в чому схожа з грузинської, але в ній все ж є кілька відмінних рис. В Аджарії воліють використовувати для приготування страв птицю (кури, індичка, перепілка). Також не використовують для приготування страв свинину. Аджарці дуже люблять страви з осетрини. В якості перших страв зазвичай подаються супи харчо і чихіртма, крім того аджарці не вживають страви з круп і сиру. Як десерт в Аджарії подають чорну каву або чай, а також фрукти. Слід зазначити, що в Аджарії роблять смачний плетений сир, аджарське молоко вважається найкориснішим в Грузії.
Страви

Хачапурі по-аджарськи 